# Place des Carmes (Lyon)
Pour les articles homonymes, voir Place des Carmes.
La place des Carmes est une ancienne place de Lyon qui occupait l'emplacement actuel de la rue d'Algérie entre la place Tobie-Robatel et la Place des Terreaux à Lyon, en France.

## Historique
Elle tire son nom du couvent des Grands Carmes des Terreaux qui s'installe dans le quartier entre 1291 et 1303. 
La rue est ouverte au sud du couvent entre la place des Terreaux et la cour des Carmes (actuelle place Tobie-Robatel),.
Attestée dès 1680, la place a été absorbée par la rue d’Algérie en 1855,.